# Baby I will Make you Sweat
Baby I will Make You Sweat ist ein Experimentalfilm der deutschen Filmemacherin Birgit Hein aus dem Jahre 1994. In Form eines Reisetagebuchs thematisiert die Filmemacherin die persönlichen Schwierigkeiten mit dem Älterwerden, ihr Bedürfnis nach Zärtlichkeit und ihre Frustration über das Alleinsein. Der Film wurde in Jamaika aufgenommen und zeigt ihr Leben an der Seite eines Jamaikaners.                       
Der Sound zum Film wurde von der Musikergruppe POL komponiert. Sie arrangierten aus synthetischen Geräuschen, Klangbildern und Originaltönen die Soundkulisse.
Der Film wurde 1995 beim Internationalen Forum des Jungen Films auf dem Berlinale Filmfestival uraufgeführt.
2017 wurde der Film als DVD durch die Firma absolut Medien in den Handel gebracht. Auf der DVD befindet sich als Bonusmaterial der Film Die unheimlichen Frauen von Birgit Hein.